# Нововесела
Нововесéла — проміжна передатна залізнична станція Запорізької дирекції Придніпровської залізниці між станціями Сірогози (40 км) та Українська (10 км). Розташована в селищі Веселе Мелітопольського району Запорізької області.

## Історія
Станція Нововесела відкрита у 1956 році, одночасно з відкриттям руху  залізничною лінією Снігурівка — Федорівка.

## Пасажирське сполучення
До 25 жовтня 2020 року на станції зупинявся єдиний пасажирський поїзд далекого сполучення «Таврія» № 318/317 сполученням Запоріжжя — Одеса.
До повномасштабного російського вторгнення в Україну по станції Нововесела курсували приміські поїзди до станцій Федорівка, Мелітополь та Херсон.